# Doença da mão-pé-boca
A doença da mão-pé-boca (DMPB) é uma infeção viral comum causada principalmente pelo vírus de Coxsackie A16 e enterovírus 71. Os sintomas iniciais são febre superior a 38º C, dor de garganta e sensação de mal-estar. Um ou dois dias depois aparecem na pele múltiplas pápulas discretas eritematosas achatadas que se podem encher de líquido, principalmente nas mãos, pés e boca e, ocasionalmente, na região dos glúteos e virilha. Os sinais e sintomas geralmente aparecem entre 3 e 6 dias após a exposição ao vírus. As manchas na pele geralmente desaparecem por si mesmas ao fim de uma semana. Em alguns casos, algumas semanas mais tarde as unhas caem, mas voltam novamente a crescer.
Os vírus que causam DMPB transmitem-se através de contacto pessoal, pelo ar através da tosse e nas fezes de uma pessoa infetada. Os objetos contaminados podem também transmitir a doença. A causa mais comum da doença é o vírus de Coxsackie A16 e a segunda mais comum é o Enterovírus 71, embora possa ser causada por outras estirpes de vírus de Coxsackie e outros enterovírus. Algumas pessoas transportam e transmitem o vírus sem nunca chegar a apresentar sintomas da doença. A doença não afeta outros animais para além do ser humano. O diagnóstico baseia-se geralmente nos sintomas. Em alguns casos pode ser necessário analisar amostras do muco da garganta ou de fezes para detectar a presença do vírus.
Lavar as mãos ajuda a prevenir a transmissão. As pessoas infetadas devem-se abster de ir para o trabalho, infantário ou escolas. Não existem atualmente vacinas ou medicamentos antivirais disponíveis, embora estejam a ser desenvolvidos. Na maioria dos casos não é necessário qualquer tratamento. No entanto, podem ser usados analgésicos como o ibuprofeno ou géis entorpecedores orais. Nos casos de crianças que não ingerem líquidos em quantidade suficiente, podem ser administrados por via intravenosa. Em casos raros, a doença pode ser complicada por meningite viral ou encefalite.
A DMPB ocorre em todas as regiões do mundo. Geralmente ocorre em pequenos surtos em creches e infantários. Desde 1997 que têm vindo a ocorrer na Ásia surtos de grande dimensão. Os surtos são mais comuns durante os meses de primavera, verão e outono. A doença geralmente ocorre em crianças com menos de cinco anos de idade, embora possa por vezes ocorrer em adultos. A DMPB é diferente da febre aftosa, a qual geralmente afeta o gado.